# Playa Morro de Gos
La playa Morro de Gos, en valenciano Platja del Morro de Gos y cuya traducción completa al español es "Playa del Morro del Perro", es una playa de arena del municipio de Oropesa del Mar en la provincia de Castellón (España).
Esta playa limita al norte con la Playa de les Amplaries y al sur con la Punta de las Lanzas y tiene una longitud de 2100 m, con una amplitud de 20 m.
Se sitúa en un entorno urbano, disponiendo de acceso por calle. Cuenta con paseo marítimo y aparcamiento delimitado. Cuenta con acceso para discapacitados. Es una playa balizada, con zona balizada para salida de embarcaciones.
- Esta playa cuenta con el distintivo de Bandera Azul desde 1997.